# Reinado Nacional del Café 2015
El Reinado Nacional del Café realizó su 33.a edición el 28 de junio de 2015 en Calarcá, Quindío. En la velada de elección y coronación, la Reina Nacional del Café 2014, Connie Lorena Daniela Ojeda Sierra, entregó la corona a su sucesora, la Señorita Bogotá, D. C., Laura Margarita Prada Anaya.
Laura Margarita Prada Anaya representó a Colombia en el Reinado Internacional del Café 2016 que se realizó en Manizales, Caldas.

## Resultados
| Título                          | Candidata                                           |
| ------------------------------- | --------------------------------------------------- |
| Reina Nacional del Café 2015    | - Laura Margarita Prada Anaya Señorita Bogotá D. C. |
| Virreina Nacional del Café 2015 | - Yeraldin Grajales Arias Señorita Quindío          |
| Primera Princesa                | - Laura Sayleth Enciso Villamil Señorita Tolima     |
| Segunda Princesa                | - Maria Alejandra Tolosa Mesa Señorita Meta         |
| Tercera Princesa                | - Saskya del Carmen Badrán Guerrero Señorita Sucre  |

 mejor rostro jolie de voge señorita cesar
Carolina serrano Sabogal
Mejor cabello señorita Cúcuta
Gerraldine duque mantilla
Mejor compañera señorita choco
Angélica Maria inestrosa mosquera

La más puntual señorita Antioquia
Melissa urrego euse
Mejor cuerpo señorita risaralda
Luara marcela Gómez idarraga

## Candidatas
21 candidatas participarán en la versión 2015 del Reinado Nacional del Café.
| Candidata                     | Nombre                             | Edad | Estatura | Medidas  | Procedencia              |
| ----------------------------- | ---------------------------------- | ---- | -------- | -------- | ------------------------ |
| Señorita Antioquia            | Melissa Orrego Eusse               | 21   | 1.75     | 90-62-93 | Bello                    |
| Señorita Barranquilla D.E.I.P | Martha del Pilar González Quevedo  | 20   | 1.76     | 90-64-90 | Neiva                    |
| Señorita Bogotá D. C.         | Laura Margarita Prada Anaya        | 23   | 1.75     | 88-60-92 | Bogotá                   |
| Señorita Bolívar              | Marelis Salas Julio                | 19   | 1.80     | 90-63-96 | María La Baja            |
| Señorita Bucaramanga A.M.     | Yensi Alejandra Ortiz Vargas       | 18   | 1.73     | 82-60-90 | Sogamoso                 |
| Señorita Caldas               | María Isabel Abad Latorre          | 18   | 1.80     | 87-63-95 | Manizales                |
| Señorita Caquetá              | Jennifer Tatiana Giraldo Botero    | 24   | 1.76     | 82-60-90 | Florencia                |
| Señorita Cartagena, D.T. y C. | Airlín Adriana Pérez Carrascal     | 21   | 1.71     | 86-60-90 | Cartagena de Indias      |
| Señorita Cauca                | Mildred Yaneth Tovar Rodríguez     | 24   | 1.77     |          | Algeciras                |
| Señorita Cesar                | Carolina Serrano Sabogal           |      | 1.73     | 84-60-94 | Chiriguaná               |
| Señorita Chocó                | Angélica María Hinestrosa Mosquera | 20   | 1.72     | 85-63-85 | Carmen de Atrato         |
| Señorita Córdoba              | Jessica Marcela Mahuad Suárez      | 19   | 1.72     | 90-72-94 | Montería                 |
| Señorita Cúcuta A.M.          | Geraldine Duque Mantilla           | 23   | 1.72     | 94-62-94 | San Cristóbal            |
| Señorita Guajira              | Valeria Berardinelli Altamar       | 22   | 1.74     | 90-62-90 | Barranquilla             |
| Señorita Magdalena            | Melissa Esther Acuña Ospino        | 19   | 1.75     | 83-61-92 | Barranquilla             |
| Señorita Meta                 | Maira Alejandra Tolosa Mesa        | 21   | 1.67     | 78-60-90 | San Martín de los Llanos |
| Señorita Quindío              | Yeraldin Grajales Arias            | 22   | 1.70     | 84-65-96 | Montenegro               |
| Señorita Risaralda            | Laura Marcela Gómez Idárraga       | 22   | 1.73     | 90-62-91 | Manizales                |
| Señorita Sucre                | Saskya del Carmen Badrán Guerrero  | 20   | 1.73     | 83-63-93 | Guaranda                 |
| Señorita Tolima               | Laura Sayleth Enciso Villamil      | 23   | 1.70     | 90-60-95 | Gaitania                 |
| Señorita Valle                | Olga Lucía Campo Díaz              | 22   | 1.73     | 84-60-90 | Cali                     |